# 派對

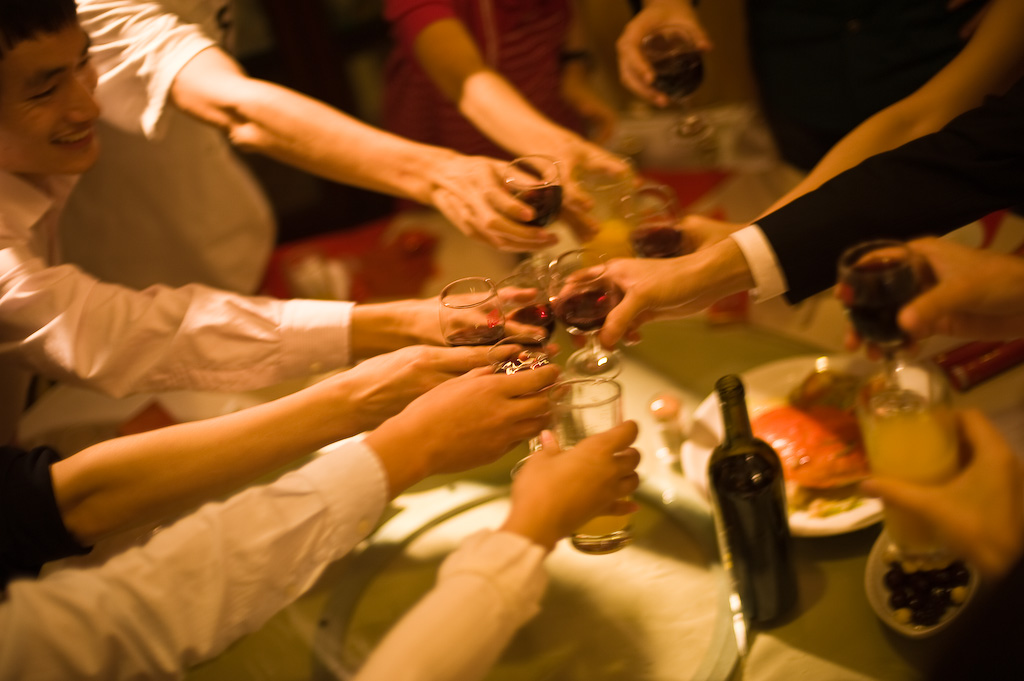
較為正式禮儀的派對

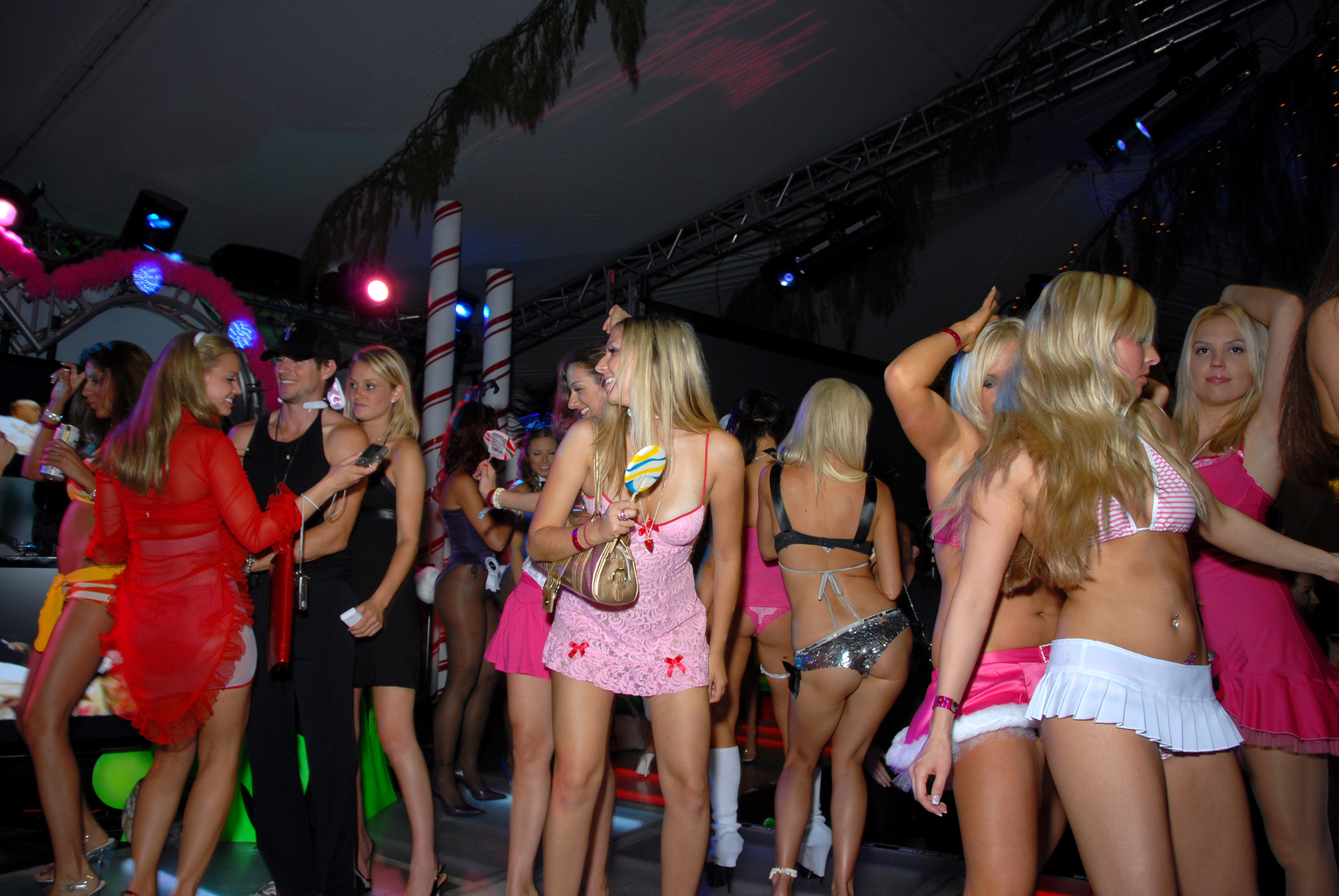
霹靂舞派對

派对又译趴踢，或稱聯歡會，源自英文的音译，指以娱乐和社交为目的而举办的聚会，通常是社会中人们用于庆祝特殊日子和集体休闲的一种方式。有一些派对是因为宗教和季节性的原因，有些派对則是由个人举办的。派对举办的场地並無地點限制，但通常必須是安全並且令人愉快的。

人们派对可以放松自己的身心，和同伴一起尽情的玩耍，快乐就是人们在派对中的感受。同时派对为各种各样的人在社会的生活提供了许多机会。人们在派对上可以结交不同的朋友，通常这些朋友都有着不同的文化，通过这种方式你可以了解更多的来自不同地区的人的文化和生活习俗。

## 不同的派对

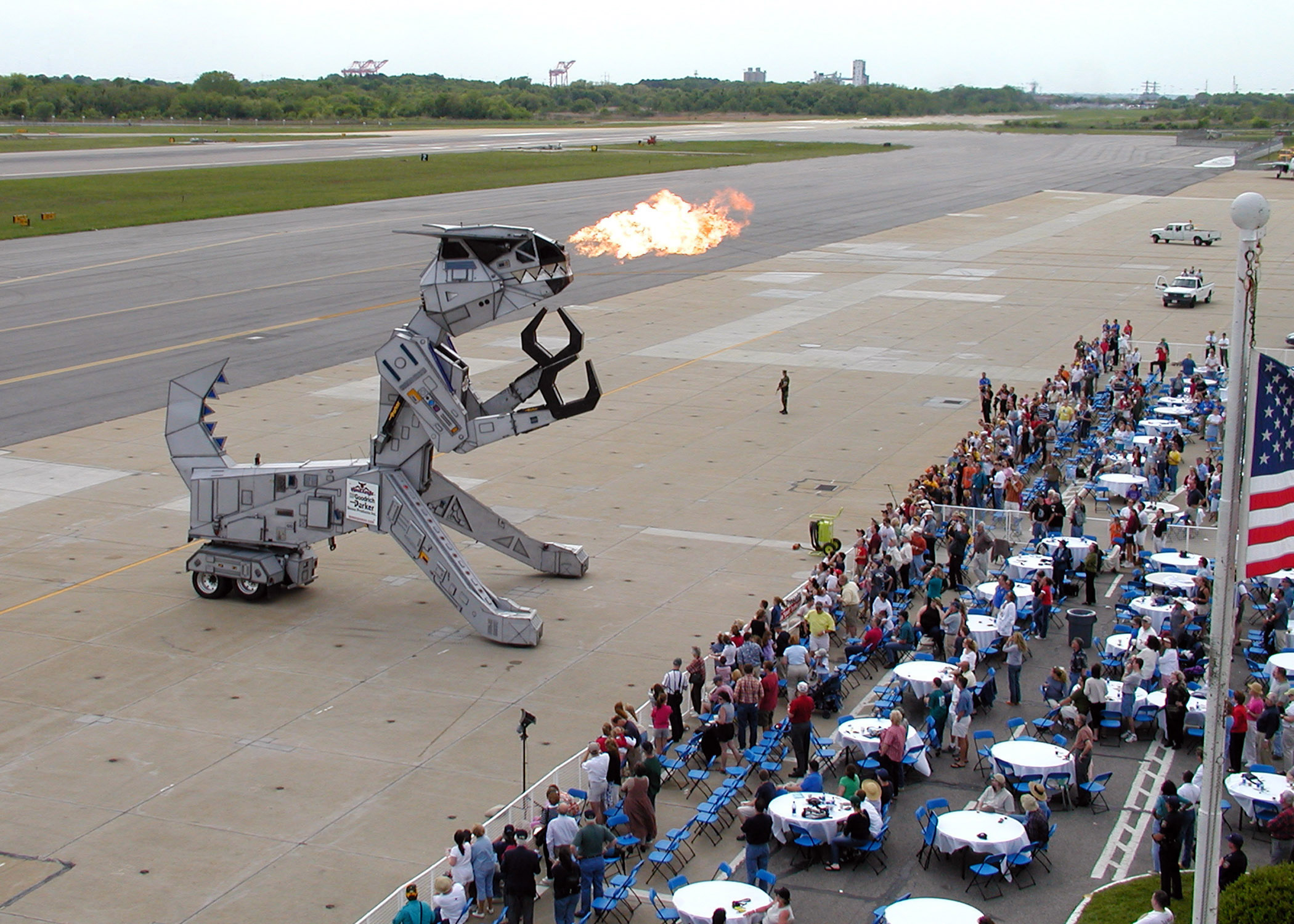
諾福克海軍基地家屬派對

因为派对举行的时间、地点、规模、目的，参加的人员和其他相关的因素派对也可以分成许多的种类。

### 生日派对
生日派对是为了庆祝人们生日而举办的一种派对。它可算得上是世界上最常见的庆祝派对了。2005年7月地球上大约有64.5亿人 ，算他们都在今年过生日，平均一下那么每0.005秒就有一个人过生日。

儿童的生日通常是在家度过的，食物包括软饮料和甜点等并且非常的美味，也有些快餐店會提供空間和時段供兒童舉行生日派對。成人的生日派对经常举行在俱乐部内，也有着美味食物、酒饮料和自助餐。

生日派对时通常要吃生日蛋糕，在生日蛋糕上写着“祝你生日快乐” 等庆祝的字，并插着代表着年龄的蜡烛。先要点燃蜡烛，熄灭室内的灯光。再唱一首生日快乐歌。
然后过生日的人闭上眼睛许一个愿望（不要告诉别人），接着由他/她一口气吹灭蜡烛后大家就可以享受美味了。

### 商业派对
商业派对是一种由公司或企业经常举行或在处理商务的站点或在相关的地点举行的庆祝派对。这些庆祝可能与事务做的一些变动，或事务想要支持或宣传新企业的事业相符。商业人士相信商业派对能促进员工在处理重要事务上的士气。这可能导致更好的气质在工作场所和更高的生产力。

### 跳舞派對
舞會的主要内容是大量的音乐和其相关的舞蹈。交谈和食物不是这种派对的主题。在舞会上大家都希望通过舞蹈这中媒介来结交更多的朋友，也有的希望能在这里找到自己一生的伴侣。

### 晚餐会
晚餐会（dinner party）是人们一起吃晚餐的社会汇聚。

### 锐舞派对
锐舞派对又稱狂野派對，是唱片骑师 和其它执行者演奏电子舞蹈音乐和叫嚷音乐 的整夜舞蹈 派对，是舞蹈派对的一种产物。人们在锐舞派对中尽情的随着音乐摇摆。室内的灯光都是那种五彩的非常的耀眼。但是由于隐蔽性等原因，会有未成年人在那里喝酒，也有一些人在那里进行不法的买卖，如各种各样的毒品。再加上各种媒体的报道，使人们对锐舞派对通常会有误解。

### 新年派對
新年派對（New Year's Party）常於人们的房子里舉行，用来庆祝新年的到来。香槟酒是一个传统饮料供食。许多旅馆、酒吧，和餐馆并且主办新年聚会，和各种准备工作包括滑稽的帽子、飘带、气球，和一些用来庆祝和活跃气氛的演员。在新年的钟声敲响后的那几秒是人们狂欢的时候。电视台也会有相关的庆祝新年的电视节目。

### 海滩派对
典型的海滩派对（beach party）都举行在夜晚，且都有着一个大大的篝火。人们围着篝火，手拉手拉成一个大圆，跳着有节律的舞唱着歌，累了就围着篝火坐下。

### 家居派对
家居派对，中國大陸、台灣俗稱轟趴（Home Party），是举办在一个早已约定好的房子内的派對，在美国和英国流行。典型的家庭派对都由成年人、高中生和大学生举办。房内被布置的非常华丽，人们通常在派对里喝酒精类饮料。被邀请的人通常是亲戚或是好友。

有几个原因使人们相對於其他的派对，更喜欢家居派对：
1. 那里的酒精饮料是非常的便宜，举办者不需要花太多的钱在购买这个上面，参加者也不会介意这一点的。这方便那些比较贫穷的家庭、高中生和大学生他们的钱本身就比较少。
2. 因为参加者都是一些关系非常密切的人，所以大家都觉得无拘无束可以自由自在的行动。
3. 如果你有更多空间，那就意味有更多人能来。同时你可以在派对之前随心所欲妆饰自己的房间。并且有更多地方跳舞，和许多人一起度过这快乐的时光 。
4. 派对的时间是没有限制的所以甚至可以是通宵达旦的。但是这也给邻居带来了不必要的麻烦，如派对中所产生的噪音可能使他们不能入睡，为此举办者应该考虑周全。

家居派對亦隨著電視媒體與報章雜誌的報導被錯誤解讀為性派對，且與濫用藥物、性乱、性侵、危險性行為、毒品、性傳染病等等詞語畫上等號。

### 性派對
性派對多指交換伴侶或群交等有關性行為的聯歡會。
不论何种形式的性派对往往都会在民众中造成道德恐慌，因为有媒体不断宣传性派对正在青少年间流行。

### 鸡尾酒会

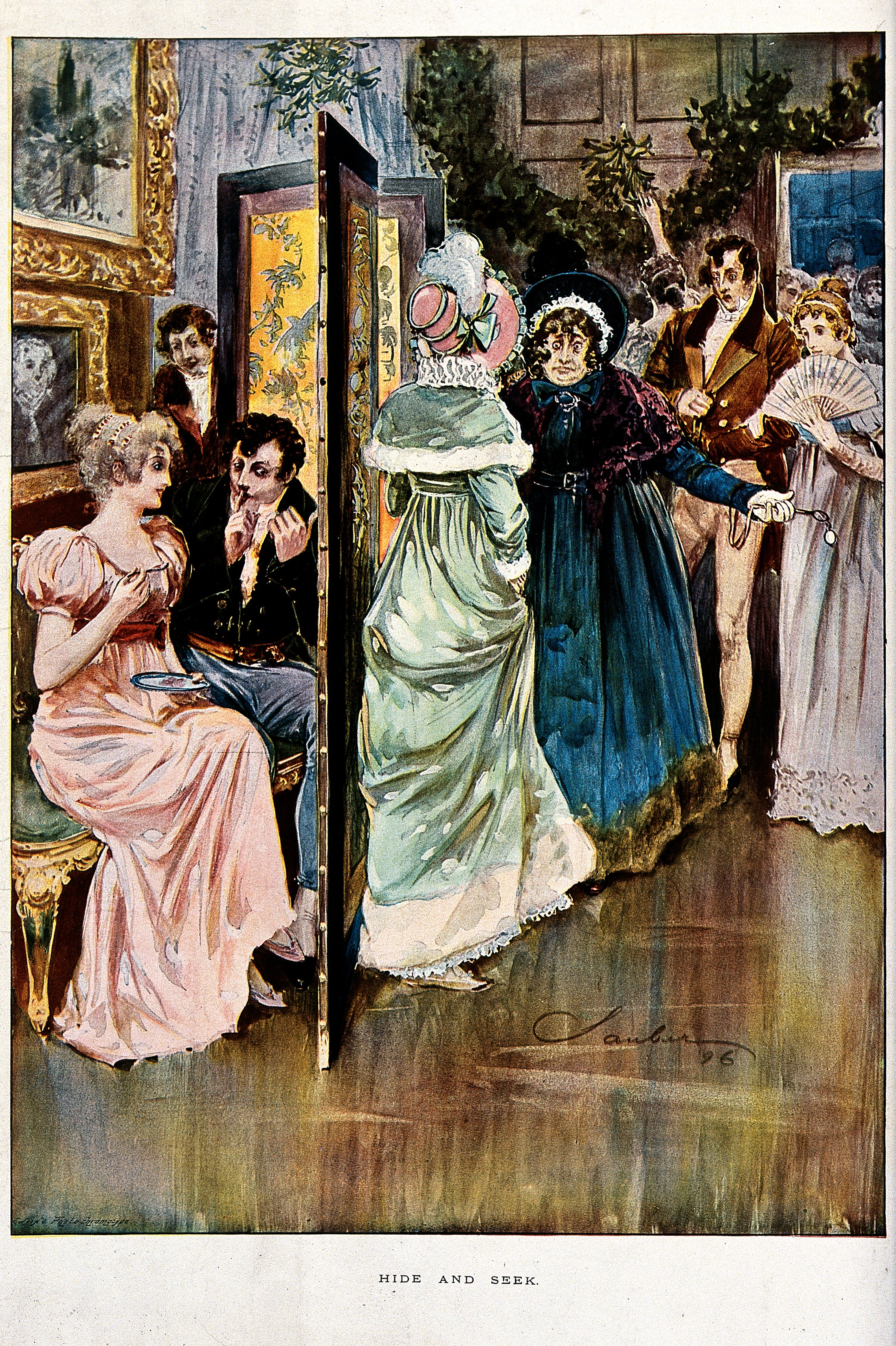
19世紀雞尾酒會

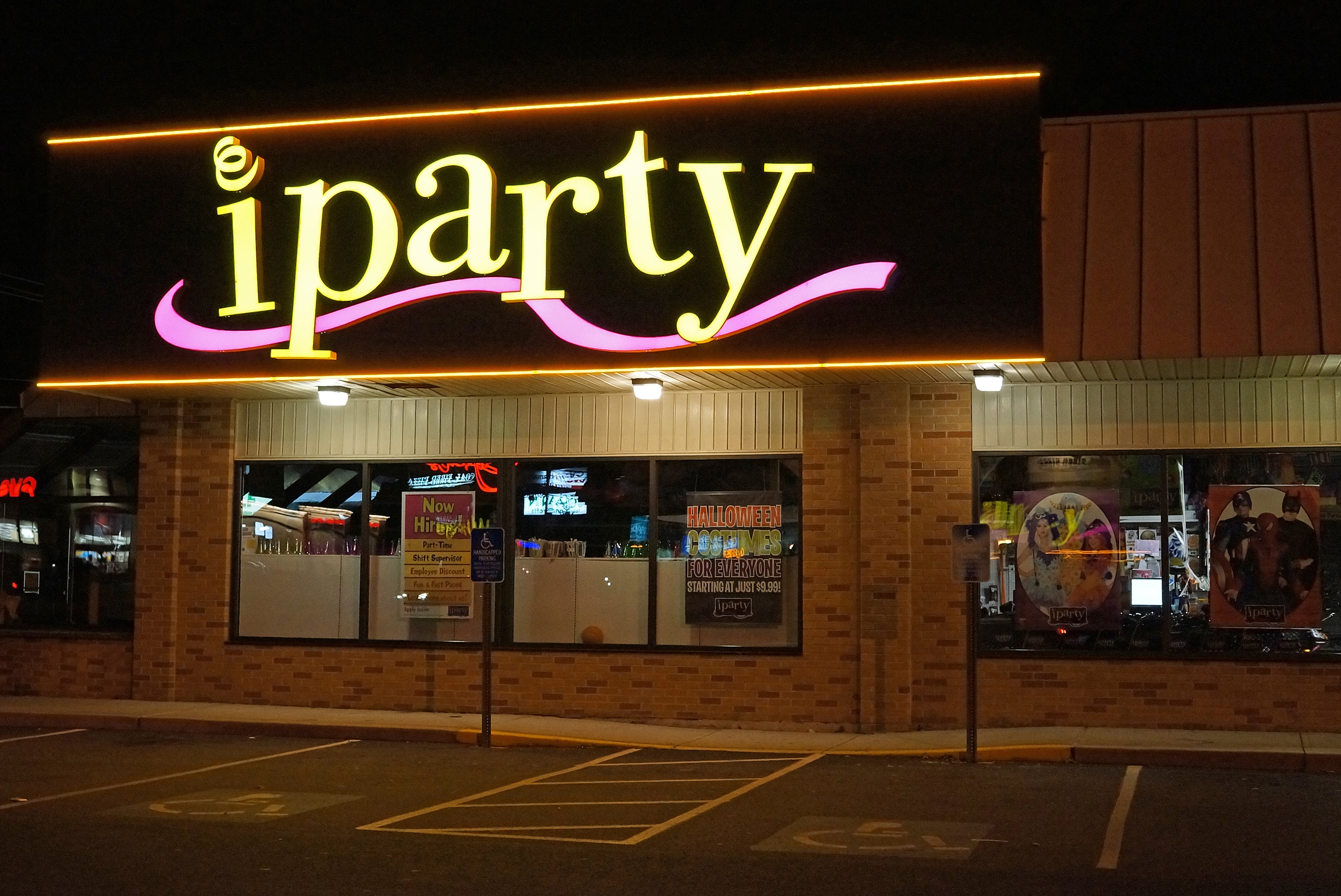
派對用品專賣店

雞尾酒會听名字就知道这种派对的主题就是鸡尾酒。参加的人们穿着讲究的礼服和着优美舒缓的音乐喝着鸡尾酒愉快地交谈。

### 单身聚会
單身聚會，台灣又稱聯誼，是为了那些自己找不到配偶或交往對象的人所举办的。这种派对发挥出了它最大的功能。有许多的单身男女来参加这种派对来寻找自己的伴侣，如果在派对中看到自己有索喜欢的就可以在两人同意的情况下就可以开始交往了。在参加派对以前，通常参加者要给主办者一个自己身份的证明。

### 庆功宴
庆功宴往往为了庆祝某事的成功而举办的。如歌剧、音乐会、戏剧、体育赛事等演出或播放后取得巨大反响后，主办方邀请演员和其他的参加人员一起庆祝他们的成功。当然也不仅仅是限于这方面，如一些事情获得成功后也可以由相关的人员举行这种派对。举办者往往是他们的上司或是领导等重要人物。

### 茶會
传统的派对譬如英国茶会。这种派对是相当的正式的，着装、言行举止都是有规定的不可以由着自己的性子来。另外，各种宗教仪式都有着各种不同的规定，参加者必须要遵守这些。

### 節日派对

#### 美国
- 美国独立日
- 万圣夜

#### 加拿大
- 加拿大日

#### 国际
- 元旦
- 圣帕特里克节

#### 圣诞
- 圣诞节

#### 伊斯兰教
- 开斋节

#### 犹太教
- 逾越节
- 再献圣殿节
- 普珥节

### 兴趣派對
- 化妆舞会

在化妆舞会上人们用戴上特殊的面具还穿上奇怪的衣服使别人认不出自己并且和同样戴着面具穿着奇怪衣服的人跳舞。

## 相關
- 網聚
- 裸體派對